# Qaysiti

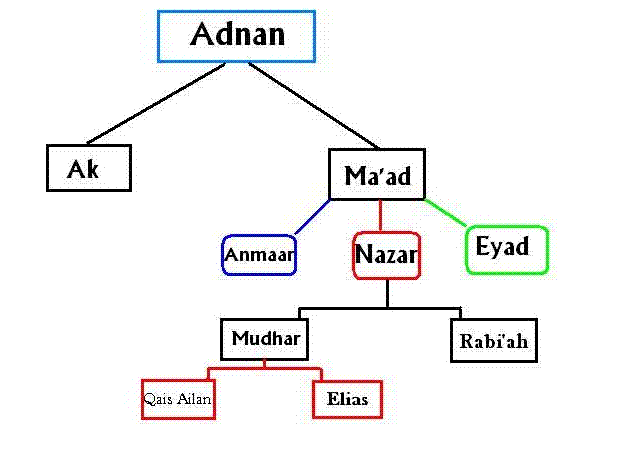
Discendenza di Adnan

Qaysiti o anche Mudariti erano gruppi tribali arabi, convenzionalmente indicati come "settentrionali", che affermavano una discendenza dal biblico ʿAdnān; contrapposti dunque ai Kalbiti, Yemeniti o Rabīʿa che dir si voglia, di origine convenzionalmente indicata come "meridionale" e che vantavano la loro discendenza dal biblico Qaḥtān.
Muḍar avrebbe avuto due figli, ʿAylān al-Nās e al-Yās. Quest'ultimo ebbe dalla moglie, Laylā bt. Ḥulwān, detta Khindif, i figli Mudrika, Ṭābikha e Qamaʿa, chiamati con la loro discendenza Banū Khindif. ʿAylān al-Nās invece sarebbe all'origine dei gruppi che i genealogisti arabi dettero ai Qays ʿAylān.

## Principali branche qaysite
Le principali branche qaysite erano quelle dei Banu Sulaym, dei Banu Hawazin e dei Banu Ghatafan, tutte dedite al piccolo nomadismo, per la ricerca di pascoli per i loro numerosi dromedari. Insediate nell'Hijaz orientale fino al VII secolo, epoca in cui le travolgenti conquiste arabo-musulmane sconvolsero il quadro dell'intera geografia antropica della Penisola araba. 
I Qaysiti in un primo momento si contrapposero (per atavica consuetudine di taglieggiamento dei commerci attuati dalle città) agli abitanti di Yathrib/Medina e di Mecca, che però nel primo terzo del VI secolo erano progressivamente diventati seguaci dell'Islam.
Si convertirono tuttavia anch'essi dopo la disfatta subita nella battaglia di Hunayn.
I Qaysiti si frazionarono poi in numerosi sottogruppi durante il califfato omayyade.

## Rivalità tra Qaysiti e Kalbiti
La contrapposizione fra Qaysiti e Kalbiti fiaccò tuttavia non poco l'intero "secolo omayyade" (661-750) ma sarebbe errato credere che l'antagonismo dipendesse da motivi puramente campanilistici, dal momento che derivava invece essenzialmente dalle diverse politiche espresse nel quadro del Califfato omayyade di Siria (e persino di al-Andalus) e dal diverso favoritismo espresso dagli Omayyadi, per lo più smaccatamente favorevoli ai Kalbiti.